# Jean Deroche
Pour les articles homonymes, voir Deroche.
Jean Deroche est un architecte français né le 5 décembre 1931 à Dakar au Sénégal.

## Architecte-urbaniste
Diplômé en 1961, Jean Deroche a rejoint l'Atelier d'urbanisme et d'architecture (AUA) un an après sa création, en 1961. Il participe à ce titre à diverses réalisations. Associé à Paul Chemetov de 1962 à 1970, il s'associe par la suite à Maria Deroche qui a rejoint l'AUA en 1976.
En 1985 Jean et Maria Deroche quittent l'AUA peu avant sa dissolution et fondent l'Atelier d'urbanisme et d'architecture Jean et Maria Deroche. Ils s'illustrent notamment à Orly et à La Courneuve.
Les archives Jean et Maria Deroche sont conservées aux Archives nationales du monde du travail, outre les projets qu'il a réalisé à titre personnel ou en collaboration avec l'AUA, les archives de Jean Deroche englobent également une partie des archives générales de l'AUA (comptabilité et personnel).

## Un des fondateurs de l'Union des étudiants communistes (UEC)
Étudiant, il fait partie du Bureau national provisoire de l'Union des étudiants communistes de France (UEC), lors de la création en octobre 1956 de l'Union des étudiants communistes. Trois mois plus tard, il est "secrétaire national provisoire" de l'organisation étudiante, en raison de l'appel à l'armée de son condisciple Serge Magnien. Il tient ce poste un trimestre, jusqu'au Congrès constitutif.

## Principales réalisations

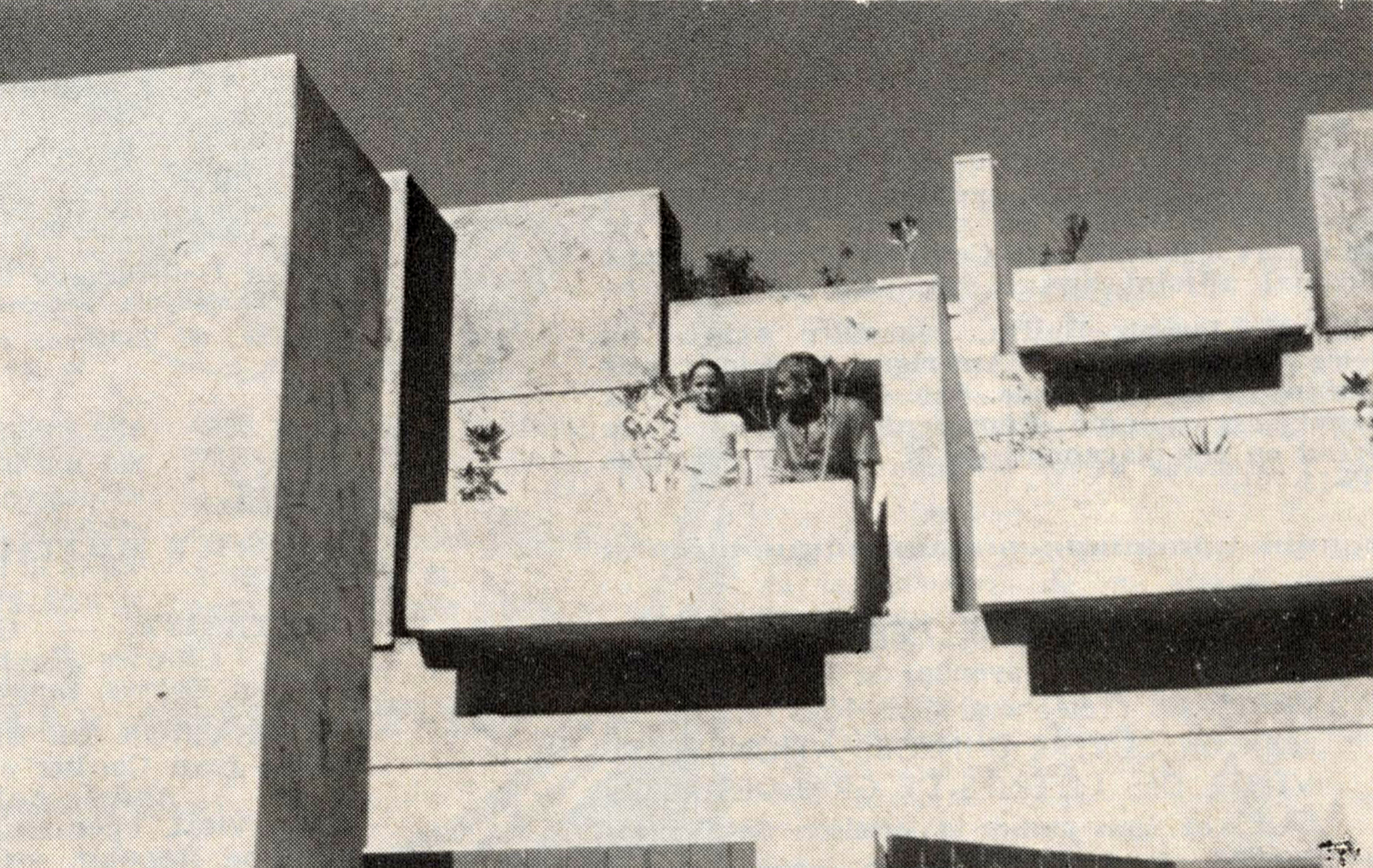
Balcon d'un logement du hameau Saint-Exupéry - Le Graffionier.

Il a participé à quelques réalisations emblématiques dont :
- 1964 : Maison Schalit à Clamart avec Paul Chemetov, paysagiste : Michel Corajoud, décoratrice : Annie Tribel'[6]
- 1964 : Foyer de personnes âgées à La Courneuve, avec Paul Chemetov, paysagiste : Michel Corajoud, décoratrice : Annie Tribel, ingénieur : Miroslav Kostanjevac
- 1967 à 1970, Village de vacances du CCE Air France Le Graffionier à Gassin, restructuré en 1988[7]
- 1969 : Foyer de personnes âgées à Orly, décoratrice : Annie Tribel
- 1969 : Centre de loisirs Gérard-Philipe à Orly, avec Maria Deroche[8]
- 1970 : cité Lénine à Aubervilliers (AUA et Roger Salem (assistant))[9]
- 1971 : siège du Parti Communiste Français, en collaboration avec Paul Chemetov, Oscar Niemeyer et Jean Prouvé[10], classé monument historique.
- Village de Vacances Familiales « Le Clavary » à Grasse.
- 1975 : Le collège Desnos à Orly avec Maria Deroche
- 1974-1977 : Résidence Max Jacob à Drancy, avec Maria Deroche[11]
- 1978 : Les terrasses à Orly, avec Maria Deroche
- 1979 : Salle de l'Orangerie à Orly avec Maria Deroche
- 1981 : Réhabilitation du marché couvert de Saint-Denis en collaboration avec Maria Deroche, Lance (architecte-voyer), Jules Durupt (constructeur), Alfred Pinard (entrepreneur) et Jean Prouvé (ingénieur-constructeur)[12].
- 1984 : Maison de l'enfance à Orly avec Maria Deroche[13].

Il a également participé, dans le cadre de l'agence Jean et Maria Deroche à la réalisation de la ZAC Basilique à Saint-Denis, ainsi qu'à la réhabilitation d’une partie de la Cité des 4000 à La Courneuve,.
Un de leurs projets a été présenté lors d'une exposition organisée par le Centre d'information, de Documentation et d'Exposition d'Urbanisme et d'Architecture de Paris et de la Métropole parisienne fin 1995 début 1996 intitulée : 7 concours de logements, Concours lancés par l'OPAC. Il s'agit de l'immeuble de logements situé 156-158, impasse Baudricourt, Paris 13e.

## Distinctions
- Jean Deroche fut fait chevalier des Arts et des Lettres par Catherine Trautmann, ministre de la Culture et de la Communication.